# Altholzverordnung
Die Verordnung über Anforderungen an die Verwertung und Beseitigung von Altholz, kurz: Altholzverordnung (AltholzV), regelt die Verwertung und die Beseitigung von Altholz in der Bundesrepublik Deutschland. Unter dem Begriff Altholz versteht sie Industrierestholz und Gebrauchtholz, wenn es nach der Definition des Kreislaufwirtschaftsgesetzes (KrWG) Abfall ist.
Die Altholzverordnung trat am 1. März 2003 in Kraft und wurde im Bundesgesetzblatt am 23. August 2002 veröffentlicht.

## Gesetzeszweck
Hintergrund der Altholzverordnung war die Ausweitung des Abfallrechts mit zunehmender Verlagerung des Schwerpunkts auf die Bewirtschaftung, also insbesondere auf die (Wieder-)Verwertung von Abfällen. Das Kreislaufwirtschaftsgesetz (bei Inkrafttreten der Verordnung noch Kreislaufwirtschafts- und Abfallgesetz (KrW-/AbfG)) enthält allgemeine Regelungen, die für Altholz in der Verordnung konkretisiert und im Detail ausgeführt sind. Da der Altholzanfall in der Bundesrepublik Deutschland eine bedeutende Menge erreicht hat (ca. 8 Mio. to/Jahr) und ein hoher Anteil davon durch die frühere Verwendung und  insbesondere durch ihre Behandlung mit Holzschutzmitteln bei der Entsorgung problematisch ist, gehört der Umgang damit speziell geregelt.

## Inhalt
Die Altholzverordnung regelt die Entsorgungsverfahren für Altholz. Für ihre Zwecke definiert sie Altholz als „Industrierestholz und Gebrauchtholz, soweit diese Abfall im Sinne des § 3 Abs. 1 des Kreislaufwirtschaftsgesetzes sind“. Abfälle im Sinne des Kreislaufwirtschaftsgesetzes „sind alle beweglichen Sachen, [...] deren sich ihr Besitzer entledigt, entledigen will oder entledigen muss.“

### Altholzkategorien
Die Verordnung teilt Altholz in Kategorien ein, die insbesondere über die Art der Verwertung oder Beseitigung entscheiden:
| Kategorie   | Bezeichnung | Herkunft (Beispiele)                                                                         | Verwertung/Beseitigung                                                                              |
| ----------- | --- | -------------------------------------------------------------------------------------------- | --------------------------------------------------------------------------------------------------- |
| A I         | Naturbelassenes oder mechanisch bearbeitetes Altholz, praktisch nicht verunreinigt                                                                              | Möbel aus Massivholz ohne Leimplatten                                                        | Stoffliche Verwertung wie Fertigung neuer Spanplatten                                               |
| A II        | Verleimtes, beschichtetes, lackiertes Altholz ohne halogenorganische Verbindungen in der Beschichtung und ohne Holzschutzmittel                                 | Leimholzplatten, Möbel ohne PVC-Anteile, Innentüren, Dielen                                  | Stoffliche Verwertung wie Fertigung neuer Spanplatten                                               |
| A III       | Altholz mit halogenorganischen Verbindungen in der Beschichtung ohne Holzschutzmittel                                                                           | Möbel mit PVC-Kanten oder PVC-Beschichtungen                                                 | Energetische Verwertung nur in dafür genehmigten Anlagen, Spanplattenherstellung nur nach Reinigung |
| A IV        | Mit Holzschutzmitteln behandeltes Altholz und Altholz, das aufgrund seiner Schadstoffbelastung nicht den Kategorien A I, A II oder A III zugeordnet werden kann | Bahnschwellen, Leitungsmasten, Dachsparren, Fenster, Außentüren, Zäune, Gartenmöbel aus Holz | Energetische Verwertung, Synthesegas- und Holzkohleherstellung nur in dafür genehmigten Anlagen     |
| PCB-Altholz | Altholz, das mit Mitteln behandelt ist, die polychlorierte Biphenyle (PCB) enthalten                                                                            |                                                                                              | Sonderabfall-Deponierung                                                                            |

Bereits dort, wo solche Holzabfälle anfallen, haben die Erzeuger sie nach diesen Kategorien zu trennen. Alle weiteren Besitzer haben sie bis zur ordnungsgemäßen Verwertung oder Beseitigung getrennt zu halten. Wer Altholz -außer in Kleinmengen- zur Verwertung abliefert, hat sie nach Altholzkategorie und Menge zu deklarieren; in den entsprechenden Abfallanlagen sind Anlieferungen durch sachkundiges Personal zu kontrollieren, zu sortieren und den Altholzkategorien zuzuordnen. Im Zweifelsfall erfolgt die Zuordnung in die nächsthöhere Kategorie.
A IV -Material ist regelmäßig gefährlicher Abfall, so dass für den Umgang mit ihm besondere Verfahrensregeln gelten und Abweichungen davon strafbar sind.
Die Verwertung von Altholz kann erfolgen
- stofflich (etwa durch Aufbereitung zu Holzwerkstoffen,  Herstellung von Aktivkohle/Industrieholzkohle sowie durch Gewinnung von Synthesegas) oder
- energetisch, also in immissionsschutzrechtlich dafür zugelassenen Anlagen als Brennstoff[11] (z. B. Verstromung in Biomasseheizkraftwerken).

Wer Altholz nicht der ordnungsgemäßen Verwertung zuführt, hat es der Beseitigung, also einer dafür zugelassenen Anlage zur thermischen Behandlung (Verbrennung) zuzuführen.

### Altholzbehandlungsanlagen
Außer zur ordnungsgemäßen Beseitigung darf Altholz nur in Verkehr gebracht werden, um es so einer speziellen Anlage zur stofflichen oder energetischen Verwertung, zur Sortierung oder sonstigen Behandlung von Altholz zuzuführen. Ihre Betreiber haben durch fachkundiges Personal und durch bestimmte Verfahren der Eingangskontrolle, der Schadstoffmessung in Stichproben, der Aussortierung von Störstoffen und der Dokumentation die Vorgaben der AltholzV abzusichern, bevor sie das Material daraufhin als Baustoff oder etwa in Form von Holzhackschnitzeln oder Pellets als Brennstoff vermarkten dürfen.